# Joker (soundtrack)
Joker: Original Motion Picture Soundtrack is de originele soundtrack van de film Joker uit 2019, gebaseerd op het gelijknamige personage van DC Comics, vertolkt door Joaquin Phoenix. Het album bevat zeventien tracks met filmmuziek gecomponeerd door Hildur Guðnadóttir, die lovende kritieken ontving van de filmindustrie. Het album werd als muziekdownload en compact disc uitgebracht op 2 oktober 2019 door WaterTower Music met een vinyl-editie die later werd uitgebracht op 13 december 2019.
Na het script van de film te hebben gelezen, werd Guðnadóttir door regisseur Todd Phillips gevraagd om wat muziek te schrijven op basis van haar gevoelens voor het scenario van de Joker, waarvoor ze werd geïnspireerd omdat het resoneerde met haar. Ze stuurde Plillips een sample van haar compositie met melodieën die erg simplistisch en monotoon waren als een middel om de koorrelige toon van de film te combineren met die van antagonist Arthur Fleck. Guðnadótter probeerde vervolgens binnen die eenvoud de orkestratie rond Phoenixs personage uit te breiden zonder akkoorden of gecompliceerde muziek, maar in plaats daarvan met de melancholie van het personage.
De filmmuziek heeft verschillende prijzen gewonnen, waaronder de Premio Soundtrack Stars Award op het Filmfestival van Venetië 2019, een Golden Globe Award for Best Original Score, een BAFTA Award for Best Film Music en een Oscar voor beste originele muziek.

## Tracklijst
Alle muziek en teksten zijn geschreven door Hildur Guðnadóttir. 
| 1.                 | Hoyt's Office               | 1:24 |
| 2.                 | Defeated Clown              | 2:39 |
| 3.                 | Following Sophie            | 1:33 |
| 4.                 | Penny in the Hospital       | 1:18 |
| 5.                 | Young Penny                 | 2:01 |
| 6.                 | Meeting Bruce Wayne         | 4:35 |
| 7.                 | Hiding in the Fridge        | 1:23 |
| 8.                 | A Bad Comedian              | 1:28 |
| 9.                 | Arthur Comes to Sophie      | 1:39 |
| 10.                | Looking for Answers         | 0:51 |
| 11.                | Penny Taken to the Hospital | 1:49 |
| 12.                | Subway                      | 3:33 |
| 13.                | Bathroom Dance              | 2:08 |
| 14.                | Learning How to Act Normal  | 1:17 |
| 15.                | Confession                  | 1:29 |
| 16.                | Escape from the Train       | 2:31 |
| 17.                | Call Me Joker               | 4:48 |
| Totale duur: 36:26 |                             |      |

## Prijzen en nominaties
Guðnadóttir won met de Joker bij de volgende filmprijsuitreikingen:
| Jaar | Prijs                 | Categorie        | Genomineerde(n)    | Uitslag  |
| ---- | --------------------- | ---------------- | ------------------ | -------- |
| 2020 | Academy Award         | Beste filmmuziek | Hildur Guðnadóttir | Gewonnen |
| 2020 | BAFTA Award           | Beste filmmuziek | Hildur Guðnadóttir | Gewonnen |
| 2020 | Critics' Choice Award | Beste filmmuziek | Hildur Guðnadóttir | Gewonnen |
| 2020 | Golden Globe          | Beste filmmuziek | Hildur Guðnadóttir | Gewonnen |
| 2020 | Satellite Award       | Beste filmmuziek | Hildur Guðnadóttir | Gewonnen |
| 2021 | Grammy Award          | Beste filmmuziek | Hildur Guðnadóttir | Gewonnen |